# Tadeusz Tyszka
Tadeusz Tyszka (ur. 23 marca 1949, zm. 26 marca 2024) – polski lekkoatleta, sprinter, halowy wicemistrz Polski, reprezentant kraju.

## Kariera sportowa
Był zawodnikiem Startu Otwock i Warszawianki.
Jego największym sukcesem w karierze było halowe wicemistrzostwo Polski seniorów w biegu na 60 metrów w 1977. Na mistrzostwach Polski seniorów na otwartym stadionie sześciokrotnie biegł w finałach biegów na 100 i 200 metrów, a najbliżej medalu był w 1978, kiedy to zajął 4. miejsce w sztafecie 4 x 100 metrów
W latach 1976-1978 reprezentował Polskę w sześciu meczach międzypaństwowych, w tym w półfinale Pucharu Europy w 1977, gdzie zajął 1. miejsce w sztafecie 4 x 100 metrów, z wynikiem 39,36. W 1977 wystartował także w halowych mistrzostwach Europy, gdzie odpadł w półfinale biegu na 60 m, z czasem 6,77
Rekord życiowy na 100 metrów: 10,2 (5.09.1976), na 200 metrów: 21,23 (11.06.1977), na 60 metrów w hali: 6,70 (26.02.1977).